# Општина Чернешти (Марамуреш)
Чернешти (рум. Cerneşti) општина је у Румунији у округу Марамуреш.
Oпштина се налази на надморској висини од 459 m.